# Strada provinciale 62 Riola-Camugnano-Castiglione
La strada provinciale 62 Riola-Camugnano-Castiglione è una strada provinciale italiana della città metropolitana di Bologna suddivisa in due tronchi: la SP 62/1 e la SP 62/2.

## Percorso
Dalla vecchia Porrettana a Riola di Vergato, il primo tronco della SP 62 attraversa il Reno e giunge nel comune di Grizzana Morandi, in località Ponte. Da lì procede verso sud lungo la sponda sinistra del torrente Limentra Orientale, fino al ponte con cui lo supera e passa nel comune di Camugnano, nella frazione di Ponte di Verzuno. Successivamente la strada sale e piega verso est, toccando i centri di Gumiera e Carpineta e la stessa Camugnano. Al bivio con la SP 72 torna a dirigersi a sud, continuando a salire fino alla quota di 900 m. Con una breve discesa raggiunge il Lago del Brasimone presso La Guardata, percorre la diga che forma lo specchio d'acqua e segue quindi il versante destro della valle del Brasimone. Vira nuovamente ad est, in modo da arrivare a Castiglione dei Pepoli, paese che attraversa per poi concludersi con l'innesto sulla ex strada statale 325 di Val di Setta e Val di Bisenzio.
Il secondo tronco percorre un breve tratto della vecchia Porrettana per collegare l'inizio della SP 62/1 con la nuova SS 64 a Lissano.